# ولادان کوستیچ
ولادان کوستیچ (صربی: Vladan Kostić؛ زادهٔ ۲۵ آوریل ۱۹۷۷) بازیکن فوتبال اهل مونته‌نگرو بود.
از باشگاه‌هایی که در آن بازی کرده‌است می‌توان به باشگاه فوتبال سوتیسکا نیکشیچ، باشگاه فوتبال ژلیزنیچار سارایوو، باشگاه فوتبال باکو، باشگاه فوتبال واردار، و باشگاه فوتبال وویوودینا اشاره کرد.
وی همچنین در تیم ملی فوتبال صربستان بازی کرده‌است.